# La Ermita, Soltepec
La Ermita är en ort i Mexiko.   Den ligger i kommunen Soltepec och delstaten Puebla, i den sydöstra delen av landet, 140 km öster om huvudstaden Mexico City. La Ermita ligger 2 411 meter över havet och antalet invånare är 585.
Terrängen runt La Ermita är varierad. Runt La Ermita är det tätbefolkat, med 530 invånare per kvadratkilometer. Närmaste större samhälle är Acatzingo de Hidalgo, 15,2 km söder om La Ermita. Trakten runt La Ermita består till största delen av jordbruksmark.